# Joseph-Hector Fiocco

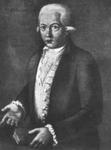
Joseph-Hector Fiocco

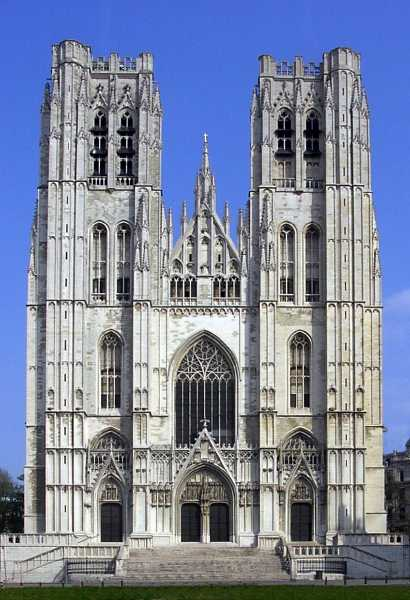
Kathedrale St. Michael und St. Gudula in Brüssel, Fioccos Wirkungsstätte

Joseph-Hector Fiocco (* 20. Januar 1703 in Brüssel; † 22. Juni 1741 ebenda) war ein Violinist und Komponist aus den habsburgischen Niederlanden.

## Leben
Sein Vater Pietro Antonio Fiocco, selber Komponist, stammte aus Venedig und ließ sich 1682 in Brüssel nieder, welches damals die Hauptstadt der habsburgischen Niederlande war. Joseph-Hector wurde von seinem Vater und von seinem älteren Halbbruder Jean-Joseph Fiocco unterrichtet, insgesamt hatte er 15 Geschwister. Er wurde Violinist und Chorleiter an der Kathedrale zu Antwerpen. Im Jahre 1737 kehrte er nach Brüssel zurück und übernahm den Posten des Chorleiters an St. Michael und Gudula. Nur vier Jahre später verstarb er.
Fiocco war der wichtigste flämische Komponist in der ersten Hälfte des 18. Jahrhunderts. Seine Musik verbindet den italienischen und den französischen Stil, sie enthält bereits Elemente des galanten Stils. Fiocco galt als Universaltalent, neben seiner musikalischen Tätigkeit war er Lehrer für Altgriechisch und Latein und beschäftigte sich mit dem Geigenbau.

## Werke (Auswahl)

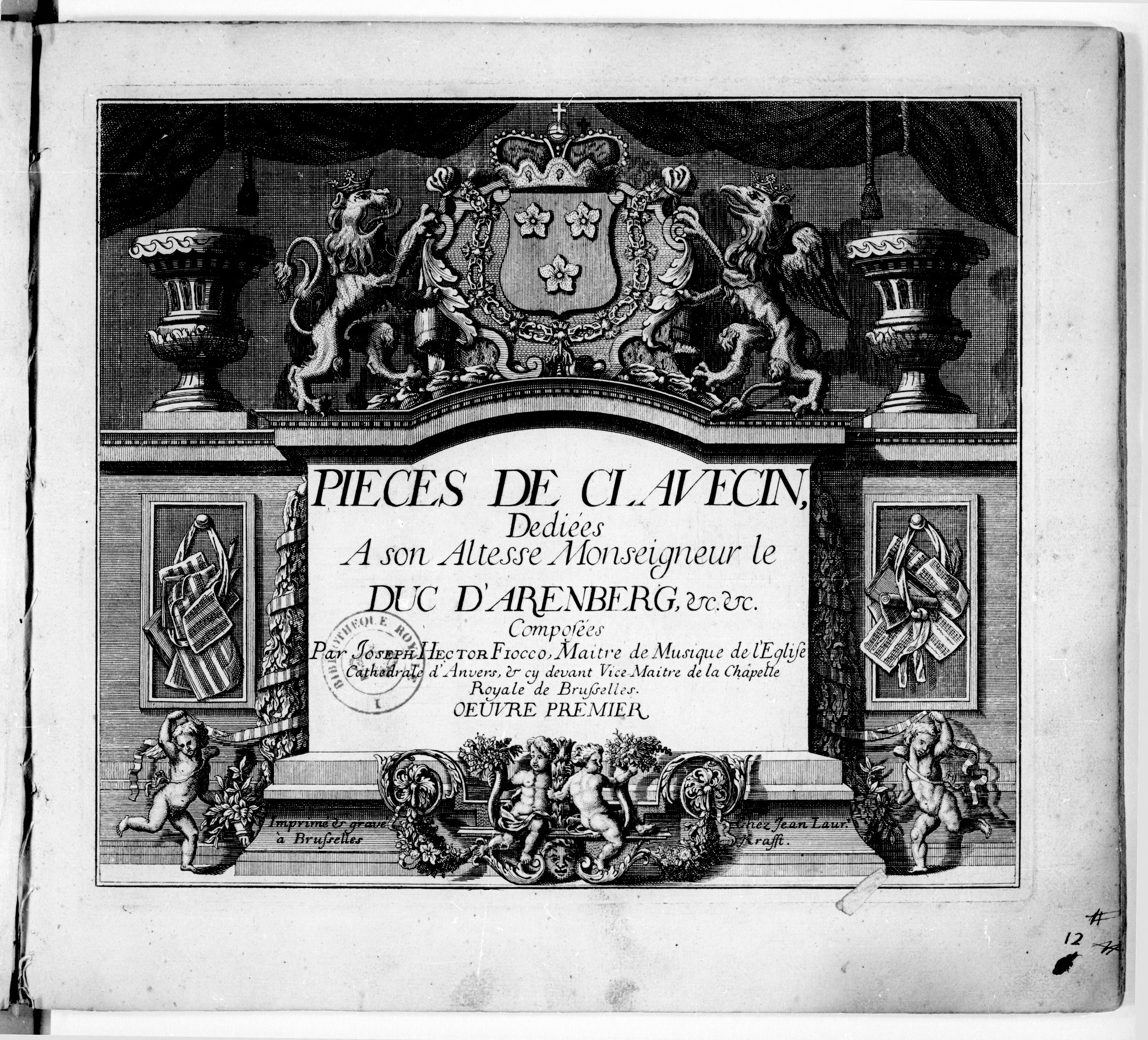
Titelseite von Fioccos Pièces de clavecin

- Zahlreiche religiöse Vokalwerke: Motetten, Messen, „leçons de ténèbres“, mehrere Lamentationes („Trauermusiken“) für die Karwoche. Sie wurden zu seinen Lebzeiten nicht gedruckt und sind als Manuskripte überliefert.
- Pièces de clavecin op. 1 (Brüssel 1730): Suiten für Cembalo, teils im italienischen und teils im französischen Stil, sich an François Couperin anlehnend.
- Fioccos bekanntestes Werk ist ein in verschiedenen Versionen verbreitetes Allegro für Violine mit Klavier- oder Ensemblebegleitung, es ist die Bearbeitung eines Satzes der ersten Cembalosuite aus den Pièces de clavecin op. 1.